# Ademaro Nicoletti Altimari
Ademaro Nicoletti Altimari (Livorno, 6 aprile 1903 – Rodi, 30 luglio 1940) è stato un ufficiale e aviatore italiano, trasvolatore Atlantico, pilota di bombardieri della Regia Aeronautica durante la seconda guerra mondiale, morì per un incidente aereo nel luglio 1940. Già insignito della Medaglia d'oro al valor aeronautico gli fu concessa la Medaglia d'oro al valore militare alla memoria.

## Biografia
Figlio del fratello minore del generale Gustavo, già Ispettore generale del Genio e del corpo aeronautico, nacque a Livorno il 6 aprile 1903 ed incominciò la sua carriera di aviatore a Lonate Pozzolo, dove si dedicò anche ad attività sperimentale. Nel 1925, appena ricevuta la nomina a sottotenente, eseguì con successo un lancio con un paracadute di tipo sperimentale. Divenuto pilota militare di apparecchi da caccia fu assegnato al 1º Stormo Caccia Terrestre di stanza a Campoformido. Partecipò, agli ordini del generale Italo Balbo alla Crociera aerea del Decennale che si tenne tra il 1º luglio ed il 12 agosto 1933 sulla rotta Orbetello-Chicago-New York-Roma, pilotando un idrovolante SIAI-Marchetti S.55. Per questo fatto gli fu conferita la Medaglia d'oro al valor aeronautico.
Divenuto istruttore di volo cieco presso la Scuola della N.A.D.A.M (Navigazione Aerea di Alto Mare) di Orbetello, si offrì volontario per trasporti su lunghe tratte di aerei venendo nominato comandante di squadriglia di ricognizione e in seguito comandante di un gruppo da bombardamento veloce, incarico che ricopriva all'entrata in guerra del Regno d'Italia, avvenuta il 10 giugno 1940.
A quella data ricopriva, con il grado di maggiore, l'incarico di comandante del 42º Gruppo. del 12º Stormo Bombardamento Terrestre di stanza sull'aeroporto di Orvieto-Castel Viscardo, ed equipaggiato con i trimotori Savoia-Marchetti S.79 Sparviero.
Lo Stato maggiore della Regia Aeronautica avrebbe preferito risparmiargli i rischi, non assegnandolo a teatri di guerra, ma egli chiese ed ottenne di restare al comando del suo gruppo che fu trasferito a Rodi, nelle isole del Dodecaneso. In quel ciclo operativo, con i suoi gregari, riuscì a colpire ed affondare, nonostante la violenta reazione contraerea, una nave da guerra nemica.
Il 30 luglio 1940 partì per una missione di bombardamento, ma il suo aereo subito dopo il decollo a pieno carico soffrì di una improvvisa avaria ai propulsori ed egli fu costretto ad eseguire un atterraggio di emergenza. Il velivolo prese fuoco, e con il rischio di esplosione a causa delle bombe trasportate, si prodigò per evacuare l'equipaggio ed abbandonò il velivolo per ultimo, con il corpo gravemente ustionato. Morì poco dopo, e in sua memoria gli fu conferita la Medaglia d'oro al valor militare, massima onorificenza italiana.
È sepolto nel cimitero di Orbetello, insieme agli altri appartenenti alla trasvolata atlantica. Una via di Fiumicino porta il suo nome.

### Annotazioni
1. ↑  Era secondo pilota sull'S.55 matricola I-ABBR appartenente alla Squadriglia Bianco cerchiata, il cui equipaggio era formato da: Cap.Pil. Renato Abbriata, Ten.Pil. Ademaro Nicoletti-Altimari, 1°Av.Mot. Vincenzo D'Amuri, Serg.R.T. Dino Arcangeli.
2. ↑  Formato da 206ª e 207ª Squadriglia.
3. ↑  Tale reparto era inquadrato nella 5ª Divisione B.T. "Eolo" appartenente alla 3ª Squadra aerea.

### Fonti
1. 1 2 3 4 5  Ufficio Storico dell'Aeronautica Militare 1969, p. 227.
2. 1 2  Trotta 1978, p. 100.
3. 1 2 3  Colombini 1933, p. 18.
4. 1 2 3  Dunning 1988, p. 38.
5. 1 2  Nino Arena, La Regia Aeronautica 1939-1940. Dalla non belligeranza all'intervento Vol.1, Ufficio Storico Stato Maggiore dell'Aeronautica, Roma, 1981, p.198.
6. ↑   Onorificenze: Ademaro Nicoletti Altimari, su Quirinale.it. URL consultato il 20 aprile 2019.
7. ↑  Bollettino Ufficiale 1941, disp.33, pag.1388.
8. ↑  Bollettino Ufficiale 1933, suppl.4, pag.7.